# مخمل‌ماهی
مخمل‌ماهی (نام علمی: Aploactinidae) نام یک تیره از راسته عقرب‌ماهی‌سانان است.